# Paweł Bernas
Pour les articles homonymes, voir Bernas.
Paweł Bernas, né le 24 mai 1990 à Gliwice, est un coureur cycliste polonais.

## Biographie
Au deuxième semestre 2018, il termine à la deuxième place de la première édition de la Great War Remembrance Race, une nouvelle course cycliste disputée en Belgique.
Au mois d'aout 2020, il termine troisième du classement général du Tour Bitwa Warszawska derrière Oscar Riesebeek et Senne Leysen. Il est également sélectionné pour représenter son pays aux championnats d'Europe de cyclisme sur route organisés à Plouay dans le Morbihan. Il abandonne lors de la course en ligne.

## Palmarès sur route

### Par année
- 2010
  - 4e étape du Puchar Bałtyku
- 2011
  - Classement général du Carpathia Couriers Path
- 2012
  - 2e du championnat de Pologne sur route espoirs
  - 2e du championnat de Pologne du contre-la-montre espoirs
- 2013
  -  Champion de Pologne du contre-la-montre en duo (avec Kamil Gradek)
  - 4e étape du Dookoła Mazowsza (contre-la-montre par équipes)
- 2014
  - Visegrad 4 Bicycle Race - GP Slovakia
  - Visegrad 4 Bicycle Race - GP Hungary
  - 1re étape du Tour de Chine I
  - 2e du Tour de Malopolska
  - 2e du championnat de Pologne du contre-la-montre en duo
- 2015
  -  Champion de Pologne du contre-la-montre en duo (avec Kamil Gradek)
  - 1re étape du Grand Prix Liberty Seguros
  - Tour de l'Alentejo :
    - Classement général
    - 4e étape

  - Szlakiem Grodów Piastowskich :
    - Classement général
    - 3e étape

  - Visegrad 4 Bicycle Race - GP Czech Republic
  - 2e du Grand Prix Liberty Seguros
  - 3e du championnat de Pologne sur route
- 2017
  - 1re étape du Tour of Malopolska
  - 2e du Tour of Malopolska
- 2018
  - 2e de la Great War Remembrance Race
- 2020
  - Grand Prix Alanya
  - 4e étape du Tour du Frioul-Vénétie Julienne
  - 2e du Grand Prix Velo Alanya
  - 3e de l'International Tour of Rhodes
  - 3e du Dookoła Mazowsza
  - 3e du Tour Bitwa Warszawska 1920
- 2021
  -  Champion de Pologne de la montagne
- 2024
  - 3e étape du Tour de Kurpie (contre-la-montre par équipes)
- 2025
  - 2e du championnat de Pologne sur route

### Résultats sur les grands tours

#### Tour d'Espagne
1 participation
- 2019 : 149e

### Classements mondiaux
| Année           | 2011 | 2012 | 2013 | 2014 |
| --------------- | ---- | ---- | ---- | ---- |
| UCI Asia Tour   |      |      |      | 56e  |
| UCI Europe Tour | 353e | 546e | 556e | 73e  |

## Palmarès en VTT
- 2022
  -  Champion de Pologne de cross-country marathon
- 2023
  - 3e du championnat de Pologne de cross-country

## Palmarès en cyclo-cross
- 2021-2022
  - 3e du championnat de Pologne de cyclo-cross

## Palmarès sur piste
- 2009
  - 2e du championnat de Pologne du scratch
- 2010
  - 2e du championnat de Pologne de poursuite par équipes